# ألفريد أستون
ألفريد أستون (بالفرنسية: Alfred Aston)‏ (16 مايو 1912 - 10 فبراير 2003) لاعب كرة قدم فرنسي راحل كان يجيد اللعب في خط الوسط.
لعب طوال مسيرته الرياضية في أندية شانتيلي، النجم الأحمر (1932-1938) راسينغ باريس (1938-1941) النجم الأحمر (1941-1946) أنجيه (1946-1947) فرنسا (1947-1948) باريس تشارينتون (1948-1949) فونتينيبلو (1949-1950) أمبواس (1950-1951) تور (1951-1956).
مثل منتخب فرنسا في 31 مباراة مسجلا 5 أهداف (1934-1946). شارك مع منتخب فرنسا في بطولة كأس العالم 1934 في إيطاليا حيث خرج من الدور الثمن النهائي وبطولة كأس العالم 1938 في فرنسا حيث خرج من الدور الربع النهائي.
تولى تدريب أندية باريس تشارينتون (1948-1949) فونتينيبلو (1949-1950) أمبواس (1950-1951) تور (1951-1956).

## وصلات خارجية
- ألفريد أستون على موقع الاتحاد الدولي (مؤرشف)  (الإنجليزية)
- ألفريد أستون على موقع قاعدة بيانات كرة القدم.إي يو (الإنجليزية)
- ألفريد أستون على موقع ناشيونال فوتبول تيمز (الإنجليزية)
- هذا سيرة ذاتية